# Regnault de Chartres
Regnault de Chartres, né vers 1370/1380 à Ons-en-Bray, et mort le 4 avril 1444 à Tours, est archevêque-duc de Reims, pair sous Charles VI, chancelier de France et cardinal sous Charles VII.

## Biographie

### Famille
Regnault de Chartres est né du second mariage de son père, Hector de Chartres, seigneur de Lyons-en-Beauvaisis, Ons-en-Bray (fils de Jean de Chartres ; décapité — ou égorgé, massacré — à Paris en 1418 comme armagnac par Capeluche, Hector avait épousé en premières noces Jeanne d'Estouteville de Torcy d'Estoutemont puis s'était remarié avec Blanche (Ire) de Clermont-Nesle, probable fille du maréchal Guy).
Regnault a deux frères : Pierre de Chartres, l'aîné ; et Hector (II) de Chartres le Jeune (les deux † en 1415 à Azincourt). Il est possible, mais pas certain, que ces de Chartres  appartiennent à la célèbre maison des vidames de Chartres (il est en général admis que Regnault était parent avec les Beauvilliers ; or les armes de ces derniers sont très proches de celles des vidames, arborant des bandes et des merlettes), et/ou à la famille de Chartres de Ver-lès-Chartres des XIIe – XIIIe siècles.

### SousCharlesVI
Il est chanoine de Saint-Pierre de Beauvais, et est élu doyen en 1404. Par la suite, il est camérier et référendaire de Jean XXIII, président de la Chambre des comptes de Paris, et nommé à l'archevêché de Reims le 2 janvier 1414 mais ne prendra ses fonctions que le 16 juillet 1429, la veille du sacre. L'année suivante, il se rend au concile de Constance.
Le 16 août 1418, Il est lieutenant du roi Charles VI et conseiller du dauphin, dans les provinces du Languedoc, Lyonnais et Mâconnais.

### SousCharlesVII
Le 28 mars 1424, il devient chancelier, successeur de Martin Gouges destitué puis rétabli jusqu'à sa décharge complète de l'office, au profit de Regnault qui est à nouveau chancelier de France le 8 novembre 1428. Il participe aux conseils des chefs de guerre à Orléans.
Le roi lui vend la ville de Vierzon le 7 août 1425.
Le 17 juillet 1429, il sacre Charles VII à Reims, en présence de Jeanne d'Arc. Le 10 octobre, sur sauf-conduit, il part pour Saint-Denis avec d'autres ambassadeurs du roi, pour traiter avec l'Angleterre, accompagné de l'évêque de Thérouanne Louis de Luxembourg, chancelier sous Henri VI.
Il reçoit, le 26 juillet 1432, 600 moutons d'or du roi, pour une mission effectuée en tant qu'ambassadeur à Auxerre, pour le traité de la paix de son Royaume. Il est nommé à l'archevêché d’Embrun par Eugène IV en 1434, mais préfère demeurer à Reims. 
Le 6 juillet 1435 il est à Arras, pour traiter la paix avec le duc de Bourgogne Philippe le Bon, puis à Calais pour calmer les différends entre la France et l'Angleterre.
Le 4 avril 1436, il est administrateur de l'évêché d'Agde, et marie le dauphin Louis avec Marguerite d'Écosse, le 24 juin à Tours.
Le pape Eugène IV le nomme commendataire de l'évêché Orléans le 17 mars 1439. Il en prend possession le 25 octobre et marie Charles d'Orléans et Marie de Clèves en 1440. Et en reconnaissance de ses grands services, le roi lui procure la pourpre romaine, dont il est revêtu au concile général tenu à Florence, le 18 décembre 1439, et obtient le titre de Saint-Étienne-le-Rond le 1er août 1440.

Regnault de Chartres et le couronnement de Charles VII
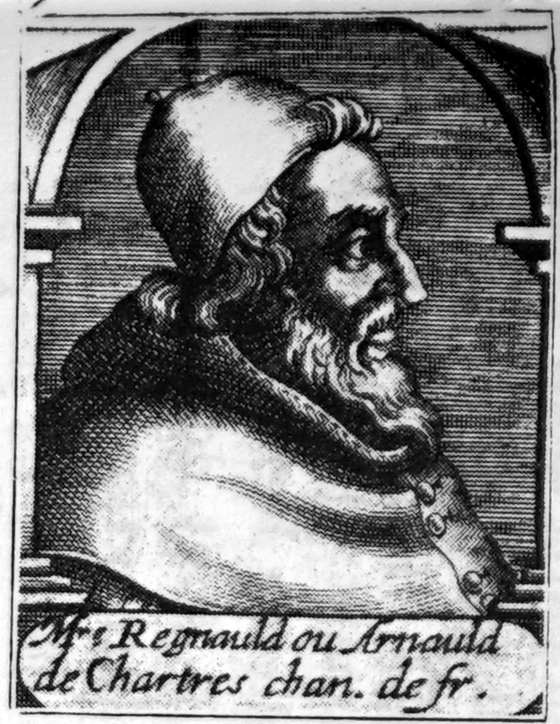
Regnault de Chartres, musée de Chalons.
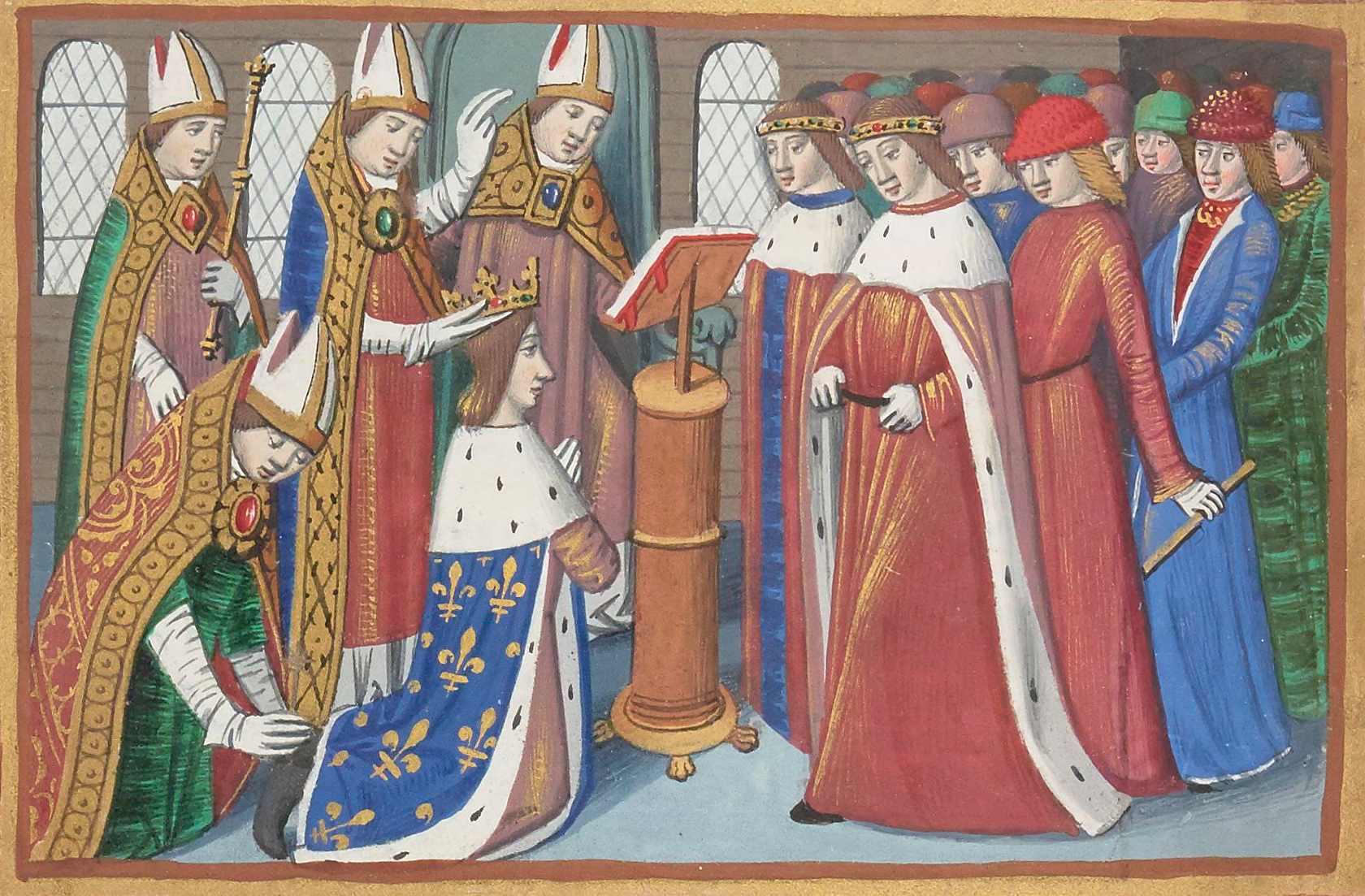
Les Vigiles de Charles VII, miniature, vers 1484.
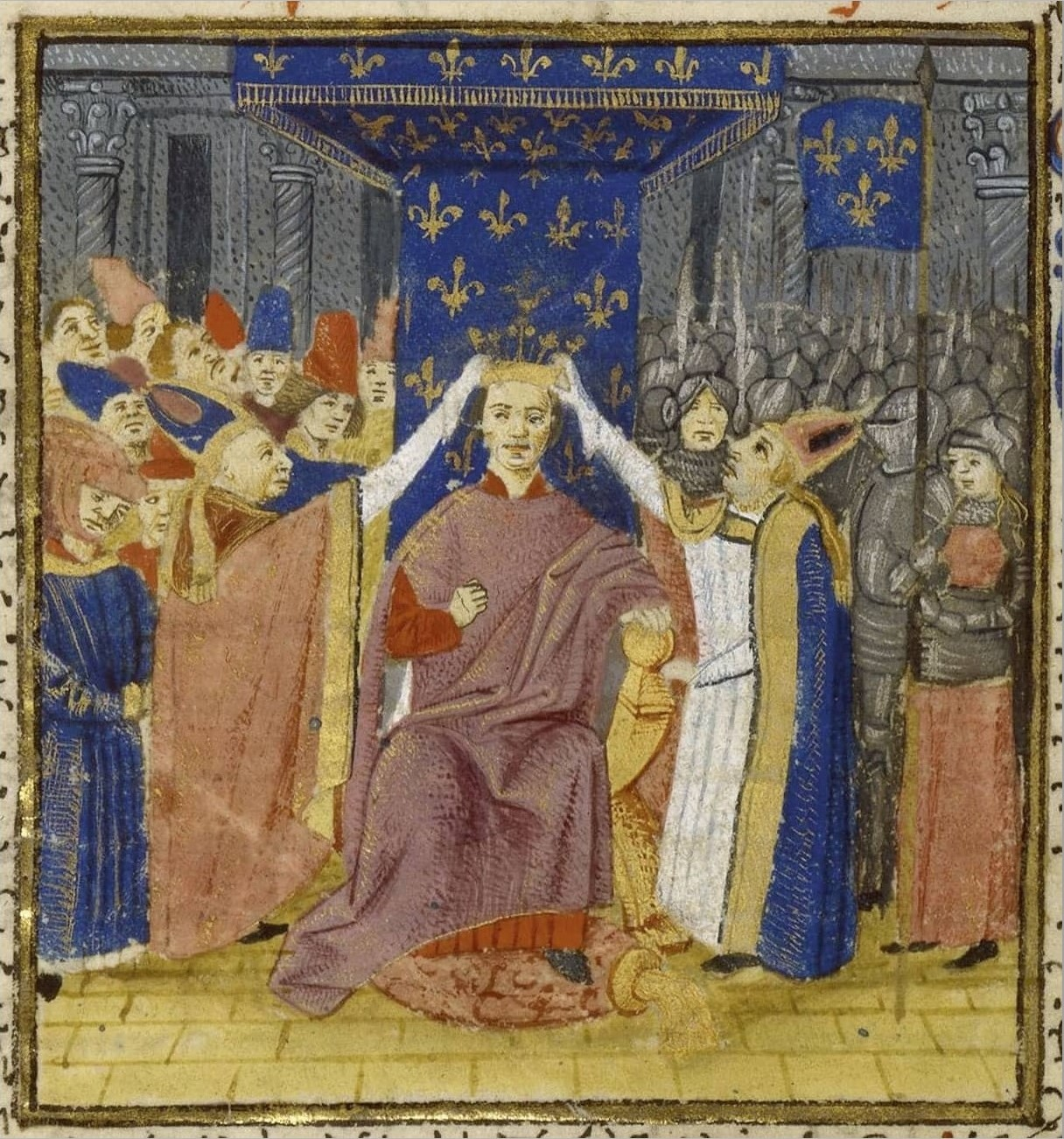
Enluminure du XVe siècle.

### Décès
Il reçoit encore l'évêché de Mende en 1444, lorsqu'après la mi-carême, il va à Tours voir Charles VII, pour traiter de la paix de la France avec l'Angleterre, et comme il allait parler au roi, fut pris d'un mal, et mourut subitement, le 4 avril 1444. Il fut enterré dans l'église (détruite) des frères mineurs. 
Après sa mort le siège archiépiscopal reste vacant près de sept mois entiers.
Sa nièce héritière Isabelle de Chartres (fille d'Hector II) transmet Ons et Vierzon à son mari Antoine de Lévis-Lautrec.
Les armes de Regnault de Chartres se blasonnent ainsi : d'argent à deux fasces de gueules.